# Челомей, Владимир Николаевич
Влади́мир Никола́евич Челоме́й (17 (30) июня 1914, Седльце, Российская империя — 8 декабря 1984, Москва, СССР) — советский конструктор ракетно-космической техники и учёный в области механики и процессов управления, организатор науки, педагог высшей школы. Академик АН СССР (1962). Академик Международной академии астронавтики (1974). Дважды Герой Социалистического Труда (1959, 1963). Лауреат Ленинской и трёх Государственных премий СССР. Фактически возглавлял Совет главных конструкторов в 1961—1964 гг.
Внёс значительный вклад в создание советских ракетно-космических систем, в укрепление обороноспособности СССР.

## Биография
Родился 30 июня 1914 года в семье учителей народной школы города Седлеце Привислинского края Российской империи (ныне — в составе Польши). Отец, Николай Михайлович, был широко образован, более интересовался химией, почти профессионально рисовал. Мать, Евгения Фоминична (в девичестве — Клочко), окончив гимназию, преподавала русский язык и литературу. Начавшаяся Первая мировая война вынудила семью перебраться в Полтаву
Детство Владимир провёл в Полтаве, где общался с А. С. Макаренко, В. Г. Короленко, родственниками Н. В. Гоголя и потомками А. С. Пушкина — Быковыми и Данилевскими. В Полтаве учился в 10-й семилетней трудовой школе (1922—1926). В 1926 году семья Челомеев сначала переехала в Днепропетровск, а в 1927 году — в Киев. В 1927—1929 годах учился в трудовой школе № 45. В 1929 году поступил во 2-ю механическую профессионально-техническую школу (с 1931 года — Киевский автодорожный техникум). Учась в техникуме, на третьем курсе работал техником-конструктором в НИИ гражданского воздушного транспорта. После окончания в 1932 году обучения в техникуме работал в Институте промэнергетики конструктором двигателей в отделе двигателей внутреннего сгорания, где разрабатывал и испытывал навесные лодочные забортные двигатели. С 1932 по 1933 год учился на авиационном факультете Киевского политехнического института. С 1933 года перешел в Киевский авиационный институт (ныне — Национальный авиационный университет), в котором преподавал и после его окончания в 1937 году. В студенческие годы Владимиру Челомею посчастливилось общаться с Н. И. Ахиезером, Н. Н. Боголюбовым, Д. А. Граве, Н. М. Крыловым, И. Я. Штаерманом.
Одновременно с учёбой в Киевском авиационном институте посещал лекции по высшей математике в Киевском университете, а в Академии наук прослушал курс Т. Леви-Чивита по механике и математике. В свою очередь сам в 1936 году опубликовал пособие по приложениям векторного анализа, а в сентябре—октябре этого года прочитал в Запорожье цикл лекций по теории колебаний специалистам авиазавода имени П. И. Баранова. Консультации В. Н. Челомея помогли устранить опасные колебания, развивавшиеся в некоторых узлах серийно выпускаемых машин.
В 1937 году с отличием окончил Киевский авиационный институт (КАИ), дипломная работа на тему «Колебания в авиационных двигателях» была оценена государственной экзаменационной комиссией как выдающаяся по уровню научной разработки вопросов проектирования и расчёта двигателей на прочность. После окончания института работает в Институте математики АН УССР старшим научным сотрудником сектора прикладной математики и по совместительству преподаёт в КАИ. В 1939 году в Киевском политехническом институте защитил кандидатскую диссертацию «Динамическая устойчивость элементов авиационных конструкций» и опубликовал её как монографию в Москве. В 1940 году в числе лучших 50 кандидатов наук по представлению союзных республик был принят в докторантуру АН СССР.
По версии телеканала Звезда, получил от наркома внутренних дел Лаврентия Берии предложение стать резидентом разведки в Германии. От предложения отказался.
В 1941 году вступил в ВКП(б). С июня 1941 года начал работать в Центральном институте авиационного моторостроения в Москве. С 1944 года руководил ОКБ-51.
В 1944—1953 годах — директор и главный конструктор ОКБ-51. В соответствии с постановлением ГКО СССР В. Н. Челомею было поручено спроектировать и построить самолёт-снаряд (крылатую ракету) 10Х и, позднее 16Х, по типу Фау-1. Крылатые ракеты не были приняты на вооружение из-за невыполнения требований по точности стрельбы и надёжности
В 1946 году в составе правительственной комиссии под руководством заместителя наркома авиационной промышленности Яковлева А. С. как конструктор по самолётам-снарядам был командирован в Германию. По результатам работы комиссии в СССР было вывезено трофейное оборудование крылатой ракеты Фау-1.
В 1951 году защитил докторскую диссертацию «Динамическая устойчивость элементов цепи авиационных двигателей» и в следующем году избран профессором МВТУ им. Н. Э. Баумана. В 1960 году в МВТУ им. Н. Э. Баумана основал кафедру «Динамика машин», которой руководил до конца жизни. В 1958 году избран членом-корреспондентом, а в 1962 году — действительным членом АН СССР по специальности «механика».
Некоторые исследователи отмечают, что между С. П. Королёвым и Челомеем существовала неприязнь, однако в своих мемуарах Б. Е. Черток, В. А. Поляченко, Е. А. Федосов рассказывают именно о товарищеских взаимоотношениях конструкторов. В 1961 году Челомей сменил С. П. Королёва в роли главы Совета главных конструкторов, игравшего важную роль в определении государственной политики в сфере космонавтики и ракетостроения до опалы В. Н. Челомея после отставки Н. С. Хрущёва (октябрь 1964) и ухода из жизни С. П. Королёва (1966).
В конце 1960-х годов работы Челомея поддерживал министр обороны СССР А. А. Гречко и министр общего машиностроения С. А. Афанасьев. В противовес ему Королёва и его преемника В. П. Мишина поддерживали секретарь ЦК КПСС Д. Ф. Устинов и председатель ВПК Л. В. Смирнов.
19 декабря 1981 года, во многом по инициативе Устинова Д. Ф., вышло постановление ЦК КПСС и Совета министров о прекращении всех работ на предприятии Челомея ЦКБМ по космической тематике.
По воспоминаниям долгое время непосредственно работавших с В. Н. Челомеем, Владимир Николаевич был жесткий человек.
С 1974 года — депутат Верховного Совета СССР.
Скоропостижно скончался 8 декабря 1984 года из-за оторвавшегося тромба. Похоронен на Новодевичьем кладбище.

## Научные интересы
Основные научные труды В. Н. Челомея относятся к области конструкции и динамике машин, теории колебаний, динамической устойчивости упругих систем, теории сервомеханизмов. В 1986 году в Государственный реестр открытий СССР под № 314 занесено открытие «Явления аномально высокого прироста тяги в газовом эжекционном процессе с пульсирующей активной струёй», соавторами которого признаны В. Н. Челомей (посмертно), О. Н. Кудрин и А. В. Квасников.
Исследовал динамическую устойчивость упругих систем, предложил математическую модель — бесконечную систему линейных дифференциальных уравнений с периодическими коэффициента ми — и приближённый метод её решения редукцией к системе с одной степенью свободы (одночастотный метод), определил области неустойчивости систем и критическую статическую силу
Участвовал в создании ряда двигателей и других важнейших аппаратов в области ракетно-космической и авиационной техники. Руководитель разработок ракеты-носителя («Протон», активно используется до сих пор), искусственных спутников Земли «Протон» и «Полёт», орбитальных станций серии «Алмаз», пилотируемых кораблей ТКС и т. д.
Один из создателей ракетно-ядерного щита СССР. Однако же один из крупнейших проектов учёного — интегрированный оборонно-наступательный океаническо-сухопутно-космический комплекс — не был реализован и остался невостребованным советской и российской оборонной промышленностью.
С 1962 года коллектив В. Н. Челомея был привлечён к разработке массовой баллистической ракеты (получившей наименование УР-100), в связи с чем ему были переданы предварительные наработки в этой области КБ М. К. Янгеля. Челомей пользовался прямой поддержкой лидера советского государства Н. С. Хрущева, сын которого, Сергей Хрущёв, работал у Челомея.
Возглавляемое В. Н. Челомеем КБ принимало, наряду с КБ С. П. Королёва и КБ М. К. Янгеля, активное участие в работах по Советской лунной программе, однако после отстранения Н. С. Хрущёва от власти позиции В. Н. Челомея в руководстве ракетно-космических программ перестали быть лидирующими.
Большое негативное значение имели разногласия Королёва и Челомея относительно ракетоносителя для Лунной программы, первый предполагал задействовать свою ещё недоработанную ракету «Н-1», второй — комплекс из пяти «Протонов» собственной разработки. Смерть Королёва сделала невозможной дальнейшее развитие его направления. Челомей продолжил работу над совершенствованием своей ракеты УР-100, после устранения конструкционных ошибок в двигателях Конопатова, ракеты были приняты на вооружение. В 1965 году Челомей включился в работы по созданию околоземной пилотируемой космической станции. Запуск станции планировался на начало 1970-х годов. Предполагалось военное назначение станции, расчётное время существования 1-2 года, сменяемый экипаж из 2-3 человек.

## Награды
- дважды Герой Социалистического Труда (25.06.1959, 25.04.1963)
- пять орденов Ленина (16.09.1945[47], 25.06.1959, 1964, 1974, 30.06.1984)
- орден Октябрьской Революции (1971)
- медали, в т. ч. «За оборону Москвы»[48]
- Ленинская премия (22. 04.1959)
- три Государственных премии СССР (1967, 1974, 1982)
- Золотая медаль им. Н. Е. Жуковского «За выдающиеся работы в области математики и механики» (1964)
- Золотая медаль им. А. М. Ляпунова АН СССР за цикл работ «Динамическая устойчивость сложных колебательных систем» (1977)

## Память

Бюст В. Н. Челомея в городе Байконуре, во дворе школы, носящей его имя

Госкорпорация «Роскосмос» учредила Медаль им. В. Н. Челомея, которой награждаются сотрудники как самой госкорпорации, так и других учреждений ракетно-космической промышленности.
В честь В. Н. Челомея названы:
- Улица в Москве[50]
- Улица[51] и площадь[52] в Реутове
- Улица в Чебоксарах[53]
- Лицей «Международная космическая школа им. В. Н. Челомея» г. Байконуре[54]
- Самолёт «Аэрофлота» Airbus A320-240 с бортовым номером VQ-BCN[55]
- Астероид 8608, открытый Крымской обсерваторией[56][57]

В память о В. Н. Челомее установлены:
- В Реутове: памятник на площади Академика Челомея[58], мемориальная доска на улице его имени[51], бюст в центральном сквере «НПО машиностроения»[53].
- В Москве: памятник на Лефортовской набережной и памятник на Аллее Космонавтов, мемориальная доска в МГТУ им. Н. Э. Баумана (в корпусе «Специальное машиностроение», на кафедре СМ-2 «Аэрокосмические системы»), бюсты у входа в МГТУ им. Баумана, на могиле академика на Новодевичьем кладбище[59].
- Бюст во дворе Международной космической школы имени академика В. Н. Челомея в г. Байконуре[60].
- Мемориальная доска на здании полтавской школы № 10[61].
- Бюст на Аллее славы Киевского политехнического института имени Игоря Сикорского[62] и бронзовая мемориальная доска на фасаде здания Национального авиационного университета[63].

### В компьютерных играх
В феврале 2023 года вышла компьютерная игра «Atomic Heart», где в честь В. Н. Челомея назван один из комплексов и конструкторское бюро.

## Фильмы
- Беседа обозревателя ТВ Юрия Летунова с академиком Челомеем. Первое выступление на ТВ. 20 мин.
- Л. Млечин. Советский космос: Четыре короля (2012).[65]
- Звёздные войны Владимира Челомея. ВГТРК, 2014 г.[66]

## Семья
- Супруга — Челомей Нинель Васильевна (1926—1989)
- Сын — Челомей Сергей Владимирович (1952—1999)
- Дочь — Талызина Евгения Владимировна (1957—2017)[67][68].

## Увлечения
Игра на фортепиано

## Адрес в Москве
Малая Бронная улица, дом 38.